# Рэббит-Хэш

Снизу — округ Бун на карте штата Кентукки, сверху — поселение Рэббит-Хэш на карте округа Бун.

Рэббит-Хэш (англ. Rabbit Hash) — статистически обособленная местность и невключённая территория в округе Бун (штат Кентукки, США). Поселение примечательно своим названием и мэрами (см. ниже).

## Описание, история
Поселение расположено в северной части штата на границе (через реку Огайо) с Индианой. Площадь Рэббит-Хэш составляет 18 км², в т. ч. 13,2 км² суша и 4,8 км² открытые водные пространства.
Поселение на месте будущего Рэббит-Хэш появилось около 1813 года.
Почтовое отделение в посёлке открылось в 1879 году.
4 декабря 2003 года Исторический район Рэббит-Хэш был добавлен в Национальный реестр исторических мест США (НРИМ). Район занимает площадь 1,3 км ² и включает в себя 12 зданий, 6 строений и 3 прочих объекта, расположенных на улице Лоуэр-Ривер-роуд между домами 10021 и 10410. Одно из этих зданий, Главный магазин, открытый ок. 1831 года, было внесено в НРИМ ещё 2 февраля 1989 года. Это — самый известный и лучше всего сохранившийся магазин такого типа в штате. 13 февраля 2016 года он был полностью уничтожен пожаром, и деньги, которые «избиратели» в этом же году заплатили за возможность «проголосовать» за следующего «мэра», пошли на его восстановление.

### Название
До 1847 года поселение называлось Карлтон, однако почтовая служба стала путать его с городком Карролтон, расположенным в том же штате, несколькими километрами ниже по реке, поэтому местным жителям пришлось задуматься о смене названия своего посёлка.
Первая часть названия посёлка, Рэббит, переводится как «кролик, кроличий». Вторая часть, Хэш, является названием блюда британской кухни, основу которого представляют собой мелко нарезанные мясо и картошка. Также слово Hash может иметь значение «мешанина» или, на сленге, «гашиш».
По одной из версий, поселение получило это необычное имя во время наводнения. Сотни кроликов, спасаясь от наступающей воды, в один день попали на обед к местным жителям.

### Мэры
Поскольку Рэббит-Хэш имеет статус «статистически обособленная местность» и «невключённая территория», он не может иметь собственных органов самоуправления, администрации и власти.
В 1998 году местное Историческое общество организовало «выборы мэра». Чтобы проголосовать необходимо было заплатить один доллар — эти деньги были направлены на восстановление местной церкви. В итоге удалось собрать несколько тысяч долларов (голосовать можно было несколько раз), а мэром Рэббит-Хэш был избран пёс по имени Гуфи Борнемен. Срок пребывания «мэра» на посту установлен в четыре года.
В 2004 году на экраны вышел документальный комедийный фильм «Рэббит-Хэш: Центр Вселенной», рассказывающий о мэрах-собаках поселения.
Мэры Рэббит-Хэш
- Беспородная собака Гуфи Борнемен: 1998 — июль 2001 (скончался при исполнении обязанностей в возрасте 16 лет)
- С 2001 по 2004 год в Рэббит-Хэш «мэра» не было
- Лабрадор-ретривер Джуниор Кохран: 2004 — май 2008 (скончался при исполнении обязанностей в возрасте 15 лет)[9]
- Бордер-колли Люси Лу: 31 августа 2008 (вступила в должность 4 ноября того же года, в один день со вступлением Барака Обамы в должность Президента США) — 2016 (вышла в отставку, «отслужив» два полных срока). Набрала 8087 голосов-долларов. Первая «женщина»-«мэр» городка. Люси Лу выиграла выборы под слоганом «Эта сучка вас не подведёт». «Изъявляла желание» баллотироваться на пост Президента США в 2016 году[10][11].
- Американский питбультерьер Бриннет «Бринн» Полтро: с 8 ноября 2016 года[12] (официально вступил в должность в июне 2017)[13][14] по 6 ноября 2020 года.
- Французский бульдог Уилбур Бист (с 6 ноября 2020 года). Набрал 13 143 голоса из 22 985 (самые высокие показатели за всё время избирательных кампаний поселения)[15].

## Демография
2010
Согласно переписи 2010 года, население Рэббит-Хэш составило 315 человек: 43,8 % мужского пола и 56,2 % женского.

Средний возраст жителя составил 42,4 года, при среднем по штату 38,8 лет.

О происхождении своих предков жители сообщили следующее: немцы — 49 %, американцы — 40,4 %, англичане — 7,8 %.

Средний размер домохозяйства составлял 2,6 человека, при среднем по штату 2,5 человек.

Опрос жителей старше 15 лет показал, что:
- Не состоят в браке, и никогда в нём не были — 36,1 %
- Состоят в браке и живут совместно — 57,7 %
- В разводе — 6,2 %
- Жителей, которые бы состояли в браке, но жили раздельно; и вдовствующих — нет

Расовый состав:
- Белые — 97,8 % (308 человек)
- Коренные американцы — 1 % (3 человека)
- Латиноамериканцы — 1 % (3 человека)
- Азиаты — 0,3 % (1 человек)

2015
Согласно оценке 2015 года, средний доход домохозяйства составил 67 047 долларов в год, при среднем по штату 45 215 долларов; на душу населения — 32 297 долларов в год.

Безработица составила 3,6 %, при среднем по штату 4,6 %. Бедными себя назвали 6,6 % жителей.
2016
На президентских выборах 2016 года 68 % избирателей Рэббит-Хэш проголосовали за Трампа, 26 % за Клинтон и 6 % за других кандидатов.
2018
По оценкам, в поселении проживало 426 человек.